# Moià
Moià település Spanyolországban, Barcelona tartományban. Lakosainak száma 6738 fő (2024).

## Földrajza
Moià L'Estany, Muntanyola, Collsuspina, Castellcir, Castellterçol, Monistrol de Calders, Avinyó, Calders és Santa Maria d’Oló községekkel határos.

## Népesség
A település lakosságának változását az alábbi diagram mutatja:
| Lakosok száma | 1644 | 2722 | 2229 | 2562 | 3164 | 4872 | 5710 | 5760 | 6267 | 6738 |
|               | 1717 | 1887 | 1936 | 1960 | 1986 | 2004 | 2009 | 2014 | 2019 | 2024 |